# 段躍中
段 躍中（だん やくちゅう、1958年 - ）は、中国のジャーナリスト、編集者、活動家。
日本僑報社編集長、日中交流研究所所長、北京大学客員研究員、中国首都経済貿易大学客員教授、湖南大学客員教授、湖南省人民対外友好協会名誉理事、長沙市帰国華僑聯合会顧問、青島市帰国華僑聯合会海外顧問。

## 経歴
1958年中国湖南省に生まれ、中国青年報の記者・編集者として活躍。
1991年日本に留学。
1996年総合出版の日本僑報社を設立。
1998年には在日中国人社会の情報源と成すべく編纂した在日中国人大全を出版。
2000年3月に新潟大学大学院で博士号取得。
2002年「永遠の隣人--人民日報に見る日本人」を出版。
2005年から日中作文コンクール（日本人の中国語作文コンクール、中国人の日本語作文コンクール）を主催。
2007年8月、星期日漢語角（日曜中国語サークル）を創立。
2008年度日中学院倉石賞・小島康誉国際貢献賞受賞。
2009年度外務大臣表彰受賞。
2014年12月、「中国人の日本語作文コンクール」は第10回を迎え、北京の日本大使館にて表彰式と日本語スピーチ大会を催す。
2015年5月14日、NHKラジオ深夜便に出演、テーマは「日中相互理解は日本語作文から」。
2016年5月20日、テレビ朝日「羽鳥慎一モーニングショー」に出演
2016年9月7日、NHKクローズアップ現代に出演
2016年9月26日号、サンデー毎日「倉重篤郎・サンデー時評」に大きく登場
2016年11月26日、朝日新聞・beに登場

## 著書
- 『現代中国人の日本留学』http://duan.jp/item/d6500.html
- 『日本の中国語メディア研究 1985〜1994』http://duan.jp/item/439.html
- 『中国人がいつも大声で喋るのはなんでなのか？』http://duan.jp/item/140.html
- 『「御宅」と呼ばれても―中国“90後”が語る日本のサブカルと中国人のマナー意識』http://duan.jp/item/182.html
- 『中国への日本人の貢献』http://duan.jp/item/092.html
- 『中国人の心を動かした「日本力」』http://duan.jp/item/163.html
- 『訪日中国人、「爆買い」以外にできること』http://duan.jp/item/229.html